# Wolf Bauer (Politiker)

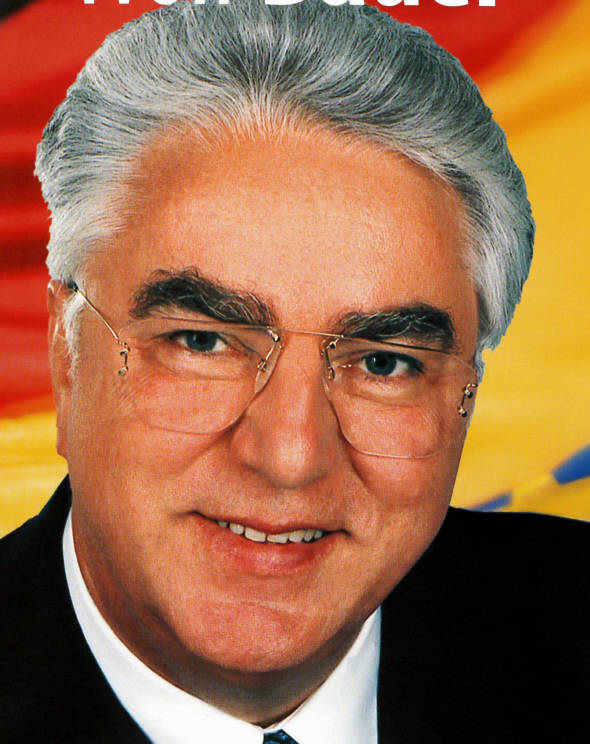
Wolf Bauer im Jahr 1998

Wolf Bauer (* 5. März 1939 in Steinach, Thüringer Wald) ist ein deutscher Politiker (CDU).

## Ausbildung, Beruf und Familie
Nach dem Abitur 1957 in Gotha ging Bauer in die Bundesrepublik Deutschland und legte in Frankfurt am Main das Ergänzungsabitur ab. Danach absolvierte er ein Studium der Pharmazie an der Universität zu Köln und der Rheinischen Friedrich-Wilhelms-Universität Bonn, welches er 1965 mit dem Staatsexamen und 1966 mit der Approbation zum Apotheker beendete. Anschließend leistete Bauer seinen Wehrdienst ab und wurde nach mehreren Wehrübungen zum Oberstabsapotheker der Reserve befördert. Seit 1968 ist Bauer als selbständiger Apotheker in Euskirchen tätig. 1990 erfolgte seine Promotion zum Dr. rer. nat. an der Philipps-Universität Marburg mit der Arbeit „Ausgewählte Aspekte zur Apothekenbetriebsordnung“.
Bauer ist stellvertretender Vorsitzender des Caritasverbandes Euskirchen. Zudem ist er Präsident der Deutsch-Usbekischen Gesellschaft und Vorsitzender des Karl-I.-Osse-Vereins Euskirchen.
Wolf Bauer ist verheiratet und hat zwei Kinder.

## Partei
Bauer trat 1975 in die CDU ein und war von 1991 bis 1999 Vorsitzender des CDU-Kreisverbandes Euskirchen sowie von 1993 bis 1999 stellvertretender Vorsitzender des CDU-Bezirksverbandes Aachen. Von 1983 bis 1986 war Bauer außerdem Kreisvorsitzender der Mittelstandsvereinigung der CDU/CSU in Euskirchen.

## Abgeordneter
Bauer gehörte von 1979 bis 1994 dem Rat der Stadt Euskirchen an. Anschließend ist er seit 1994 Mitglied des Kreistages des Kreises Euskirchen.
Von 1987 bis 2009 war er Mitglied des Deutschen Bundestages. Hier war er bis 2002 Vorsitzender der Arbeitsgruppe Gesundheit der CDU/CSU-Bundestagsfraktion. Er war außerdem stellvertretender Vorsitzender der Deutsch-Zentralasiatischen Parlamentariergruppe.
Wolf Bauer ist stets als direkt gewählter Abgeordneter des Wahlkreises Euskirchen – Erftkreis II in den Bundestag eingezogen. Bei der Bundestagswahl 2005 erreichte er hier 46,3 % der Erststimmen.

## Öffentliche Ämter
Von 1980 bis 1994 war Bauer ehrenamtlicher Bürgermeister von Euskirchen.

## Ehrungen
Von der russischen Wolgastadt Astrachan wurde Wolf Bauer im Jahre 2001 für seinen langjährigen Einsatz für Völkerverständigung als erster Ausländer seit 1917 mit der Ehrenbürgerwürde ausgezeichnet.